# Триумф на любовта
„Триумф на любовта“ (на испански: Triunfo del amor) е мексиканска теленовела от 2010 г., режисирана от Хорхе Едгар Рамирес и Алберто Диас, и продуцирана от Салвадор Мехия за Телевиса. Адаптация е на венецуелската теленовела Кристал от 1985 г., създадена от Делия Фиайо.
В главните роли са Виктория Руфо, Маите Перони, Уилям Леви, Освалдо Риос и Диего Оливера, а в отрицателните - Даниела Ромо, Доминика Палета и Гилермо Гарсия Канту. Специално участие взема Ерика Буенфил.

## Сюжет
Някога Виктория Сандовал е била бедна и скромна жена, и е работела като прислужница в дома на Бернарда Итурбиде. Там се влюбва в синът на своята господарка – младият бъдещ свещеник Хуан Пабло, който отвръща на чувствата ѝ и заедно прекарват една нощ. След тази нощ обаче вече нищо не е същото – Хуан Пабло се връща в църквата, за да стане свещеник без да се сбогува с Виктория и без да знае, че тя самата е забременяла от него. Когато Бернарда разбира за бременността на прислужницата си, я уволнява и не обяснява на сина си истинската причина за отсъствието на Виктория. Младата жена е принудена да търпи унижения и трудности, а същевременно ражда и дъщеря, която кръщава Мария. Една вечер, Виктория е блъсната от кола и така загубва дъщеря си Мария, която в този момент е с нея. След тази случка Виктория се променя напълно. Става студена, безмилостна и освен това, благодарение на таланта си, заедно със своята най-добра приятелка Антониета успяват малко по малко да се издигнат в света на модата и да създадат модна къща, която става сред най-предпочитаните и успели, дори на международно ниво. Виктория среща актьорът Освалдо и така създава щастливо семейство с него, като им се ражда дъщеря на име Фернанда, а Максимилиано, който е син на съпруга ѝ, приема като свой и отглежда с любов. След много години Виктория среща Хуан Пабло, когото упреква за това, че навремето я е оставил без да се сбогува с нея и му съобщава за изгубената им дъщеря. Той упреква майка си Бернарда, която е знаела всичко, а не му е казала и е решен да търси дъщеря си.
Мария Десампарада е изгубената дъщеря на Виктория. В нощта на инцидента, две монахини я намират и тя израства в интернат, заедно с тях и други деца. Нейната най-голяма мечта е да бъде модел. На едно ревю, организирано от модната къща на Виктория, тя се запознава със съпруга на дизайнерката – Освалдо, който ѝ дава визитка на компанията и така я препоръчва на съпругата си. Виктория наема момичето, като си мисли, че тя е любовница на Освалдо и се държи с нея грубо и надменно. Но не може да обясни чувствата, които изпитва към Мария, той като от една страна я отблъсква, но в същото време желае да я прегърне. Същевременно Мария Десампарада се запознава със сина на шефката си – Максимилиано, с когото привличането е мигновено и двамата се влюбват силно. Девойката му се отдава и не след дълго забременява от него. Връзката им обаче става все по-трудна, защото освен неодобрението на Виктория се появява и бившата на Максимилиано – Химена. Мария решава да скрие факта, че е бременна, защото Максимилиано ѝ заявява, че трябва да се ожени за Химена, която също чака дете от него. След време Максимилиано разкрива, че детето е от него, а не от Алонсо – млад фотограф, който е влюбен в Мария и решава да се грижи за него като за свое. Химена ражда дето си, но всъщност то не е от Максимилиано. Въпреки недоразуменията и интригите, които се създават около майка и дъщеря, любовта най-накрая ще триумфира.

## Участват
- Виктория Руфо – Виктория Гутиерес де Сандовал
- Маите Перони – Мария „Десампарада“ Итурбиде Гутиерес де Сандовал
- Уилям Леви – Максимилиано „Макс“ Сандовал Монтенегро
- Ерика Буенфил – Антониета Ороско
- Освалдо Риос – Освалдо Сандовал
- Диего Оливера – Хуан Пабло Итурбиде Монтехо
- Даниела Ромо – Бернарда Итурбиде Монтехо, вдовица на Итурбиде
- Гилермо Гарсия Канту – Гилермо Кинтана
- Доминика Палета – Химена де Алба
- Пабло Монтеро – Крус Роблес
- Сесар Евора – Ериберто Риос Бернал
- Моника Айос – Леонела Монтенегро
- Марк Тачер – Алонсо дел Анхел
- Ливия Брито – Фернанда „Фер“ Сандовал Гутиерес
- Мигел Писаро – Пипино Пичони
- Кармен Салинас – Милагрос Роблес вдовица на Мартинес
- Алисия Родригес – сестра Клементина
- Куаутемок Бланко – Хуан Хосе „Хуанхо“ Мартинес
- Сусана Диасаяс – Нативидад „Нати“ Дувал
- Дорисмар – Линда Сортини
- Марко Мендес – Фабиан Дуарте
- Салвадор Пинеда – Умберто Падия
- Мануел Ибаньес – Наполеон „дон Напо“ Мартинес
- Марикрус Нахера – Томаса Ернандес
- Едуардо Сантамарина – Октавио Итурбиде
- Хуан Карлос Франсони – Фаусто Кандела
- Пилар Пелисер – Ева
- Рикардо Клейнбаум – Оскар
- Мими Моралес – Луси
- Маурисио Муела – Федерико „Феде“ Падиля
- Лурдес Мунгия – Марсела де Риос
- Ракел Морел – Норма
- Елена Рохо – себе си
- Давид Сепеда – себе си
- Габи Меядо – Габи
- Мария дел Кармен Дуарте – Микаела
- Висенте Фернандес младши – Ченте
- Хулио Вега – Жуел дел Сервантес
- Росита Боучот – Поли
- Вилматрака – Трини

## Награди и номинации
Награди TVyNovelas (Мексико) 2012
| Категория                            | Номинация                                          | Резултат   |
| ------------------------------------ | -------------------------------------------------- | ---------- |
| Най-добра теленовела                 | Салвадор Мехия                                     | Номиниран  |
| Най-добра актриса в главна роля      | Маите Перони                                       | Номинирана |
| Най-добра актриса в отрицателан роля | Даниела Ромо                                       | Печели     |
| Най-добър актьор в поддържаща роля   | Марк Тачер                                         | Номиниран  |
| Най-добра първа актриса              | Кармен Салинас                                     | Номинирана |
| Най-добър пръв актьор                | Сесар Евора                                        | Печели     |
| Най-добра млада актриса              | Ливия Брито                                        | Печели     |
| Най-добър сценарий или адаптация     | Лиляна Абуд Рикардо Фиайега                        | Номинирани |
| Най-добра музикална тема             | "A partir de hoy" от Маите Перони и Марко Ди Мауро | Номинирани |

- Специална награда за теленовела, излъчена през 2010-2011 г.

## Версии
- Кристал, оригинална история, венецуелска теленовела от 1985 г., създадена от Делия Фиайо, режисирана от Ренато Гутиерес и Даниел Фариас и продуцирана от Хорхе Герарди за РЦТВ, с участието на Лупита Ферер, Жанет Родригес, Карлос Мата и Раул Амундарай.
- Право на любов, мексиканска теленовела от 1998 г., адаптирана от Лиляна Абуд, режисирана от Мигел Корсега и Моника Мигел и продуцирана от Карла Естрада за Телевиса, с участието на Елена Рохо, Адела Нориега, Рене Стриклер и Андрес Гарсия.
- Нишките на миналото, мексиканска теленовела от 2025 г., адаптирана от Ванеса Варела и Хосе Алберто Кастро, режисирана от Салвадор Гарсини, Луис Мансо и Родриго Коеликер и продуцирана от Хосе Алберто Кастро за ТелевисаУнивисион, с участието на Ядира Карийо, Барбара Лопес, Емануел Паломарес и Давид Сепеда.

## В България
В България сериалът стартира от 16 декември 2014 г. по канал Диема Фемили и завършва на 14 април 2015 г. Второто излъчване на сериала започва на 4 март 2016 г. Ролите се озвучават от артистите Даниела Йорданова, Елисавета Господинова, Лина Златева, Георги Георгиев – Гого, Здравко Методиев и Васил Бинев.